# 그쪽이야말로주의
그쪽이야말로주의 (Whataboutism)는 소련에서 서구 세계와 대적하는 과정에서 처음으로 쓰인 선전 기법의 일종이다. 냉전 시기 소련에 대한 비판이 제기될 때, 그에 대한 반박으로 '그쪽이야말로...' (What about...)라는 말을 꺼내며 서구 세계에서 벌어진 사건을 거론하는 식이다. 그쪽이야말로주의는 상대가 처음에 잘못을 지적하면 그것을 반박하거나 틀렸다고 입증하는 대신, 상대가 같은 입장에서 똑같은 잘못을 저질러 왔다고 내세움으로서 상대의 신임을 떨어뜨리려는 논리적 오류인 피장파장의 오류의 대표적인 예라고 할 수 있다.

## 개요
《더 애틀랜틱》의 보도에 의하면 그쪽이야말로주의가 처음으로 사용된 때는 1947년으로 거슬러 올라간다. 당시 윌리엄 에이브렐 해리먼이 연설에서 '소련 제국'이라고 비판한 것에 대해, 《프라우다》의 일리야 에렌버그가 미국의 인종 소수 집단 관련 법령과 정책을 비판하고, 자신들 소련은 "인간 존엄성을 모욕한다"며 구실로 삼아 전쟁을 선포하지는 않는다고 지적했다.
냉전이 마무리되면서부터 그쪽이야말로주의는 모습을 감추기 시작하였으나, 소련을 계승한 러시아가 세워지고 나면서부터는 수많은 인권 침해사례 혹은 그밖의 비판이 러시아 정부를 향해 가해질 때마다 부활하는 모양새다. 일례로, 《가디언》의 미리엄 엘더는 블라디미르 푸틴의 대변인인 드미트리 페스코프가 이 전략을 사용하고 있으며, 인권침해 비판론의 대다수는 해명되지 못하고 무시당하고 있다고 평한 바 있다. 실제로 페스코프 대변인은 모스크바에서는 세탁하는 일마저 까다롭다고 지적한 엘더의 기사를 두고, '그쪽이야말로' 반론을 써서 러시아 국민이 영국 비자를 취득하는 데 얼마나 어려운 경험을 하는지로 반박한 바 있다. 2012년 7월에는 리아 노보스티의 칼럼니스트인 콘스탄틴 폰 에거트가 러시아와 미국이 중동 국가에 각각 지원할 때마다 '그쪽이야말로주의'를 어떤 식으로 사용하는지에 대한 기사를 내기도 했다.
한편 《이코노미스트》에 따르면 그쪽이야말로주의는 어느 특정 인종이나 신념 체제에 한정된 것이 아님에도 불구하고, 러시아에서 이 전략을 자주 남용한다고 한다. 그쪽이야말로주의에 제대로 대응하는 방법으로는 두가지가 있는데, "러시아 정상들 스스로가 했던 주장"을 이용하여 이들이 서방 국가에도 똑같이 적용하지 못하도록 하는 방법과, 서방국들이 자국 언론과 정부에 자기비판을 좀 더 하도록 하는 방법이 있다. 《포린 폴리시》의 제이크 설리번은 "푸틴은 (이 기법에 있어) 특히 능숙한 전문가"라고 썼다.
그쪽이야말로주의라는 용어는 러시아의 크림반도 합병과 2014년 러시아군의 우크라이나 개입 사태가 진행되는 동안 다시금 주목을 받게 되었다. 또 아제르바이잔이 인권 기록에 대한 비판이 제기되자 이에 대한 대응으로 미국 관련 의제에 대해 국회 청문회를 열면서, 그쪽이야말로주의를 이용하고 있다고 비판받은 바 있다.
그쪽이야말로주의라는 용어 자체는 2008년 《이코노미스트》지의 에드워드 루카스가 기고한 기사에서 이러한 전략을 가리키면서 처음으로 만들어졌다. 이 기사에서 루카스는 현대 러시아의 정치에서 이 같은 전략이 관찰되고 있으며, 냉전과 소련 시절의 사고방식이 러시아 정부 내에서 부활하고 있다는 증거라고 지적하였다. 이 밖에도 '그쪽이야말로성' (whataboutery)이라는 용어도 있는데, 이쪽은 북아일랜드 분쟁 시기 영국에서 자주 쓰인 말이다.

## 도널드 트럼프의 그쪽이야말로주의
도널드 트럼프 미국 대통령은 자신과 자신의 정책, 그리고 논란이 많은 해외 지도자에 대한 자신의 지지 표명으로 가해지는 비판에 대해 '그쪽이야말로주의'를 이용하고 있다고 비난받고 있다. 트럼프 대통령은 자신의 행동에 대한 해명을 요구받거나 실책을 두고 비난받을 때마다 민주당 인사, 이를테면 버락 오바마 대통령이나 힐러리 클린턴, 심지어는 수전 라이스 유엔 미국대사까지 거론하며 화제를 비틀어 버리곤 했다.
폭스 뉴스의 진행자 빌 오레일리와 MSNBC 진행자 조 스카버러가 블라디미르 푸틴 러시아 대통령을 학살자로 칭하자, 트럼프는 미국 정부도 학살 책임이 있다고 답한 바 있다. 2016년 대통령 선거에서 트럼프는 인권 침해로 비난받는 레제프 타이이프 에르도안 터키 대통령을 지지한다고 밝혔는데, 이를 옹호하기 위해 그쪽이야말로 전략을 사용한 바 있다. 《뉴욕 타임스》가 트럼프와의 인터뷰에서 에르도안이 언론인과 교육인, 반대파를 탄압하는 것에 대해 어떻게 생각하냐고 묻자 트럼프는 "세계가 미국이 얼마나 나쁜지 볼 때 우리는 가서 시민 자유를 외치기만 한다. 나는 우리가 좋은 선구자라고 생각하지는 않는다"고 답하였다.

## 같이 보기
- 피장파장의 오류